# Oribasziosz
Oribasziosz (latinos alakban Oribasius, Pergamon, 326 – Konstantinápoly, 403) görög orvos.

## Élete és művei
A bizánci orvosi iskola egyik legjelesebb képviselője volt, életrajzi adatait kortársa és barátja, Eunapiosz örökítette meg „Bio philoszophón kai szophisztón" című művében. Oribasziosz előkelő családból származott, orvosi tanulmányait Alexandriában végezte, ahol a ciprusi Zénó, a kitűnő orvos volt mestere.
Ezután Athénben telepedett le és itt alkalma nyilt megismerkedni Iulianus későbbi római császárral, aki az udvartól száműzve a tudományoknak és művészeteknek szentelte magát. Oribasziosz annyira megnyerte Iulianus rokonszenvét, hogy nem csupán orvosa, hanem minden ügyben bizalmas tanácsadója és meghitt barátja lett. Mikor II. Constantius császár Iulianust, mint egyetlen életben maradt férfirokonát a caesari méltóságra emelte, Oribasziosz elkísérte őt a galliai háborúba, amint pedig Iulianus 360-ban a császári trónra lépett, Oribaszioszt Byzantum quaestorává nevezte ki.
Oribasziosz császári barátját a perzsák elleni hadjáratba is elkísérte, ahol Iulianus 363-ban életét vesztette. Azon bizalmas viszony miatt, a mely Oribaszioszt Iulianushoz fűzte, ennek utódai, Valens és I. Valentinianus társcsászárok száműzték. Oribasziosz ekkor a keleti gótokhoz menekült, ott orvosi tudásával oly fényes hírnevet vívott ki magának, hogy az uralkodók kénytelenek voltak engedve a közhangulatnak őt visszahívni és gazdagon kárpótolni üldöztetéséért. Ezután haláláig, mely valószínűleg 403-ban következett be, Konstantinápolyban folytatta orvosi működését.
Iulianus császár kezdeményezésére egy Phótiosz szerint hetven, a Szuda-lexikon szerint hetvenkét könyvből álló nagy orvosi gyűjtőmunkát írt „Szünagógai iatrikai” (collectanea medicinalia) címmel. Ezen művének megszerkesztése céljából majdnem az összes jeles orvosírókat felhasználta, akik Hippokratésztől kezdve az ő koráig éltek; mindezeknek munkáiból bő kivonatokat készített, minden egyes fejezetben pontosan megjelölte a forrásműveket, a melyekből merített. Ekként Oribasziosz számos kiváló ókori írónak tanait, akiknek művei elvesztek, legalább részben megmentette az utókor számára. Oribasziosz maga az egyes fejezetekhez bevezető és kísérő magyarázatokat fűzött, ezeknek a megírásában, éppúgy, mint a kivonatok megválogatásában és összeillesztésében, bámulatos olvasottságot, bő tapasztalást és éles megfigyelőképességet árult el. Többek között igen helyes útmutatásokat adott a dajkák megválasztására, továbbá a gyermekek kellő testi nevelésére, melyről azt hangoztatta, hogy ez a normális szellemi fejlődésnek alapja, valamint kiemelte azt is, hogy a gyermekeket a hetedik életévük előtt nem szabad szellemi munkára fogni.
A műnek körülbelül kétharmad része elveszett, csupán az első 15, továbbá a 24. 25. valamint a 44–50. könyv maradt fenn. A 46. 47. könyvet legelőször Coccni adta ki egy firenzei kézirat nyomán 1754-ben, a 44. 45. 48. 49. és 50. könyvet pedig 1831-ben Rómában Mai bíboros adta ki a vatikáni könyvtárban talált kézirat alapján. Oribasziosz körülbelül két évtizeddel nagy művének megírása után fiának, Eusztathiosz orvosnak kívánságára ebből egy kilenc könyvből álló kivonatot készített, melyet elsősorban utazó orvosok kézikönyvének szánt; e mű csak latin fordításban ismert. Ugyancsak csupán latin fordításban jelent meg Oribasziosznak egy másik kivonatos munkája, a négy könyvből álló „Euporiosta”, vagy a Szuda-lexikon szerint „Prosz tousz aporountasz tón iatrón”, melyben a könnyen beszerezhető házi gyógyszereket ismertette, és amely művét Eunapiosznak ajánlotta. Oribasziosz többi művei, nevezetesen a „Peri pathón” és a „Peri baszileiasz” címűek elvesztek. Oribasziosz műveit legelőször Rasarius rendezte sajtó alá 1554-ben Velencében.